# Layla Al-Masri
Layla Almasri (Colorado Springs, Colorado, 26 de junio de 1999) es una atleta palestino-estadounidense especializada en carreras de media y larga distancia. En 2024, recibió una invitación del Comité Olímpico Internacional para representar a Palestina en la prueba de 800 metros en los Juegos Olímpicos de París 2024.

## Biografía
Almasri nació en Colorado Springs en una familia procedente de Nablus, Cisjordania. Comenzó a correr cuando era niña, participando en clubes de corredores y uniéndose al equipo de atletismo de su escuela secundaria.
Asistió a la Universidad de Colorado en Colorado Springs de 2017 a 2023, donde estudió ciencias biomédicas y siguió una carrera como ecografista médica.

## Carrera profesional
Almasri se unió al club de atletismo de su universidad, los UCCS Mountain Lions, y corrió campo a través. Más tarde se convirtió en entrenadora asistente. En marzo de 2023, comenzó a correr bajo la bandera palestina y, en junio de 2023, ganó la medalla de bronce en los 1500 metros en los Campeonatos Árabes de Atletismo de 2023 celebrados en Marrakech. En julio de 2023, terminó sexta en los 1500 metros en los Campeonatos Asiáticos de Atletismo.[9] Compitió en los Campeonatos Mundiales de Campo a Traviesa de Atletismo de 2024. En los Juegos Olímpicos de Verano de 2024, estableció un nuevo récord nacional para Palestina en los 800 metros durante su serie, pero no logró continuar para la final.